# Basile Aka Kouamé
Basile Aka Kouamé (Abidjan, 6 aprile 1963) è un allenatore di calcio ed ex calciatore ivoriano, di ruolo difensore.

## Palmarès

### Giocatore

#### Club
- Campionato ivoriano: 7

ASEC Mimosas: 1990, 1991, 1992, 1993, 1994, 1995, 1997
- Coppa della Costa d'Avorio: 4

ASEC Mimosas: 1983, 1990, 1995, 1997

#### Nazionale
- Coppa d'Africa: 1

1992

### Allenatore
- Campionato ivoriano: 2

ASEC Mimosas: 2002, 2003
- Coppa della Costa d'Avorio: 1

ASEC Mimosas: 2003